# Indomesambria num
Indomesambria num är en insektsart som beskrevs av Sigfrid Ingrisch 2006. Indomesambria num ingår i släktet Indomesambria och familjen gräshoppor. Inga underarter finns listade i Catalogue of Life.